# Felipeda miramarensis

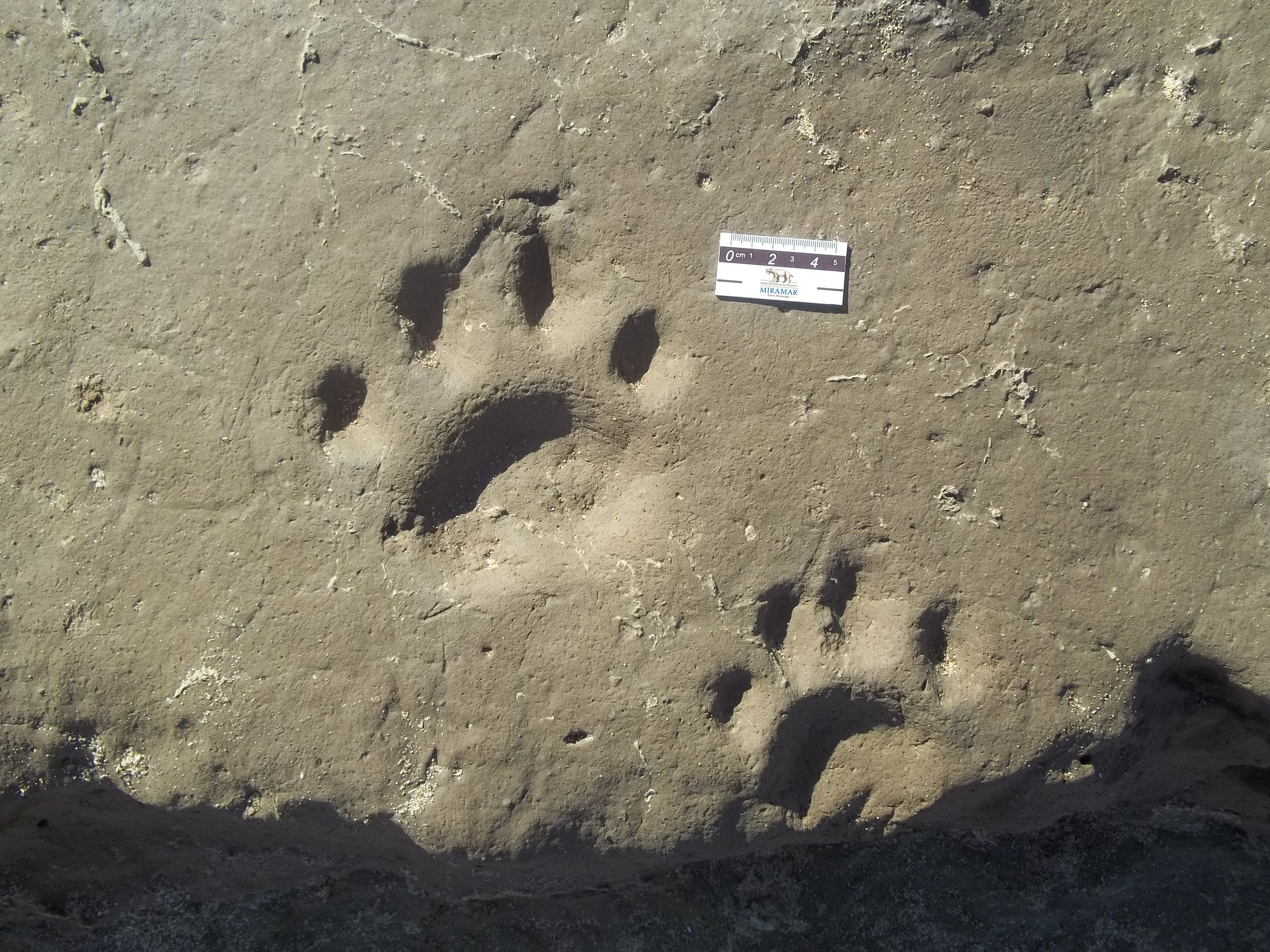
Felipeda miramarensis, fósiles interpretados como huellas de Smilodon

Felipeda miramarensis  es una icnoespecie, conocida con el nombre vulgar de "tigre dientes de sable". Su nombre científico significa «con pie de felino de Miramar» y fue interpretado a partir de huellas fósiles, cuya etimología es en honor a la ciudad de Miramar, en la costa bonaerense de la República Argentina. Fue descubierta por el investigador Mariano Magnussen de laboratorio Paleontológico del Museo de Ciencias Naturales de Miramar junto a un equipo multidisciplinario.

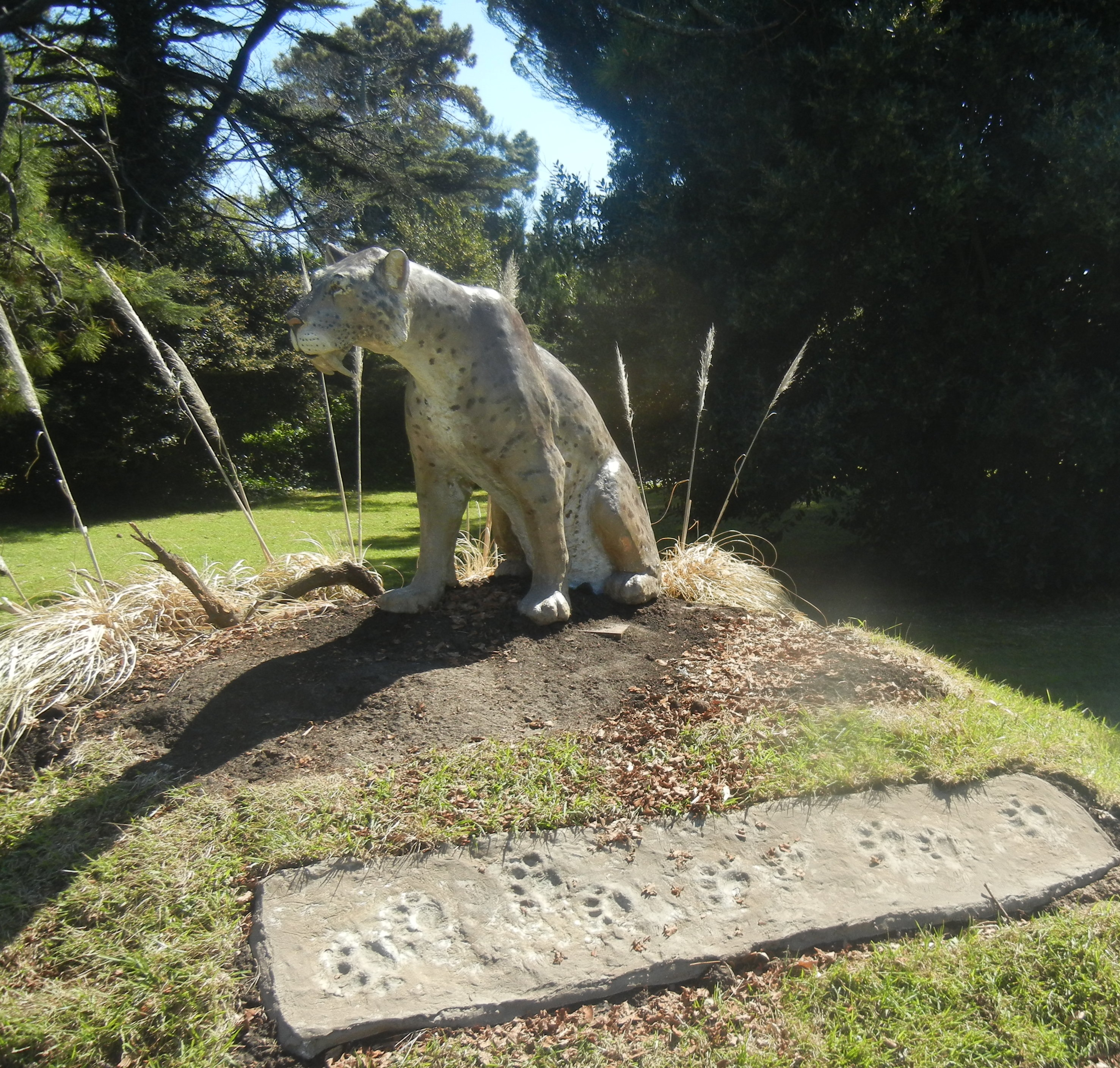
Recreación del tigre dientes de sable productor de las huellas Felipeda miramarensis.

## Descripción.
Felipeda miramarensis (Agnolin, et al, 2018) corresponde a rastros o huellas fosilizadas, también llamadas icnitas, interpretadas como las pisadas de un gran tigre dientes de sable, compuesta por las marcas dejadas por sus cuatro dedos y almohadilla, indica que el mamífero productor de las trazas tenía garras totalmente retráctiles y pies plantígrados. La gran diferencias de las huellas de las patas anteriores con las patas posteriores, indican que los miembros anteriores eran notablemente más robustos y fuertes en comparación, lo que fácilmente se observa en el esqueleto de los macairodontinos, a diferencia de otros felinos extintos y actuales que sirvieron de comparación. Esta evidencia conforma el pensamiento y eventual hipótesis de que el tigre dientes de sable sudamericano Smilodon populator era un acechador de grandes presas y no un hábil corredor.
Las huellas fósiles denominadas posteriormente como Felipeda miramarensis (Agnolin et al, 1018), provienen del primer sitio paleoicnológico del Partido de General Alvarado, conformado además por otros icnotaxones ya conocidos como, Porcellusignum conculcator (atribuidas a un gran roedor), Eumacrauchenichnus patachonicus (atribuidas a Macrauchenia patachonica) y Aramayoichnus rheae (atribuidas a un gran ave corredora). Como así también gliptodonte y toxodonte.
El hallazgo de las huellas fósiles y el primer yacimiento paleoicnológico para el Partido de General Alvarado, fue realizado por Mariano Magnussen del Museo de Ciencias Naturales de Miramar en septiembre de 2015.  El material proviene de sedimento de la edad Lujanense, correspondientes al Pleistoceno de la localidad Argentina de Miramar 38°16′00″S 57°50′00″O, a unos 450 kilómetros de la ciudad de Buenos Aires, con una antigüedad entre 100 000 y 30 000 años antes del presente.

## El dientes de sable de Miramar.
«Dientes de sable», como hemos comentado, es un término que se utiliza de manera genérica para denominar a varias especies de felinos caracterizados por la presencia de caninos de gran tamaño que sobresalen a ambos lados de la boca y que vivieron en épocas distintas durante el Cenozoico. Los dientes de sable pertenecen a la subfamilia Machairodontinae, mientras que los actuales tigres y leones pertenecen a la subfamilia Pantherinae, ambos de la familia Felidae.
Los tigres dientes de sable, se encuentran representados en el registro fósil de Argentina por restos óseos atribuibles a Smilodon populator, el mayor representante de este grupo de felinos extintos con grandes caninos, que superaba los 300 kilogramos de peso. Pero hasta la fecha, nunca se habían encontrado huellas de esta criatura.
Fue así, que muy cerca del centro urbano y en pleno sector turístico, Mariano Magnussen encontró estas huellas fosilizadas (tipos) únicas en el mundo. Posteriormente Daniel Boh, divisó huellas de este gran felino a pocos metros de las primeras, por lo cual se convirtieron en paratipo. El diámetro de las incitas de las extremidades anteriores es de 19 centímetros.
Un equipo de investigadores conformado por Federico L. Agnolin (Museo Argentino de Ciencias Naturales,  Fundación Azara, Universidad Maimonides y Conicet),  Nicolás R. Chimento, Denise H. Campo, Francisco De Cianni (Museo Argentino de Ciencias Naturales de Buenos Aires) y sus descubridores, Mariano Magnussen y Daniel Boh (Museo de Ciencias Naturales de Miramar, decidieron bautizar esta icnoespecie como F. miramarensis en honor a la ciudad donde se las halló, la cual aportó una infinidad de información a la paleontología durante el siglo XIX, XX y XXI.
La extinción de los dientes de sable pudo producirse, a grandes rasgos, por la escasez de presas a causa de los cambios climáticos y la competencia con otros depredadores. Científicos de la Universidad de Vanderbilt han desarrollado una investigación que puede contribuir a esclarecer este hecho. Así mismo el equipo local recuperó en varias oportunidades restos óseos de animales parecidos a hipopótamos (Toxodon) perezosos gigantes (megaterio, lestodonte y celidoterio), caballos extintos (Hippidion) en el mismo lugar, acompañado de restos de peces, reptiles, roedores, aves, marcas vegetales, entre otros, logrando tener un buen conocimiento del ecosistema extinto.
Gracias al registro fósil se pudo determinar que los dientes de sable habitaron por todo el continente americano. Además se estimó que medían entre 1 y 1,1 metros de altura y que un ejemplar podía alcanzar los 300 kilogramos.

## La importancia deF. miramarensisen la cultura local.

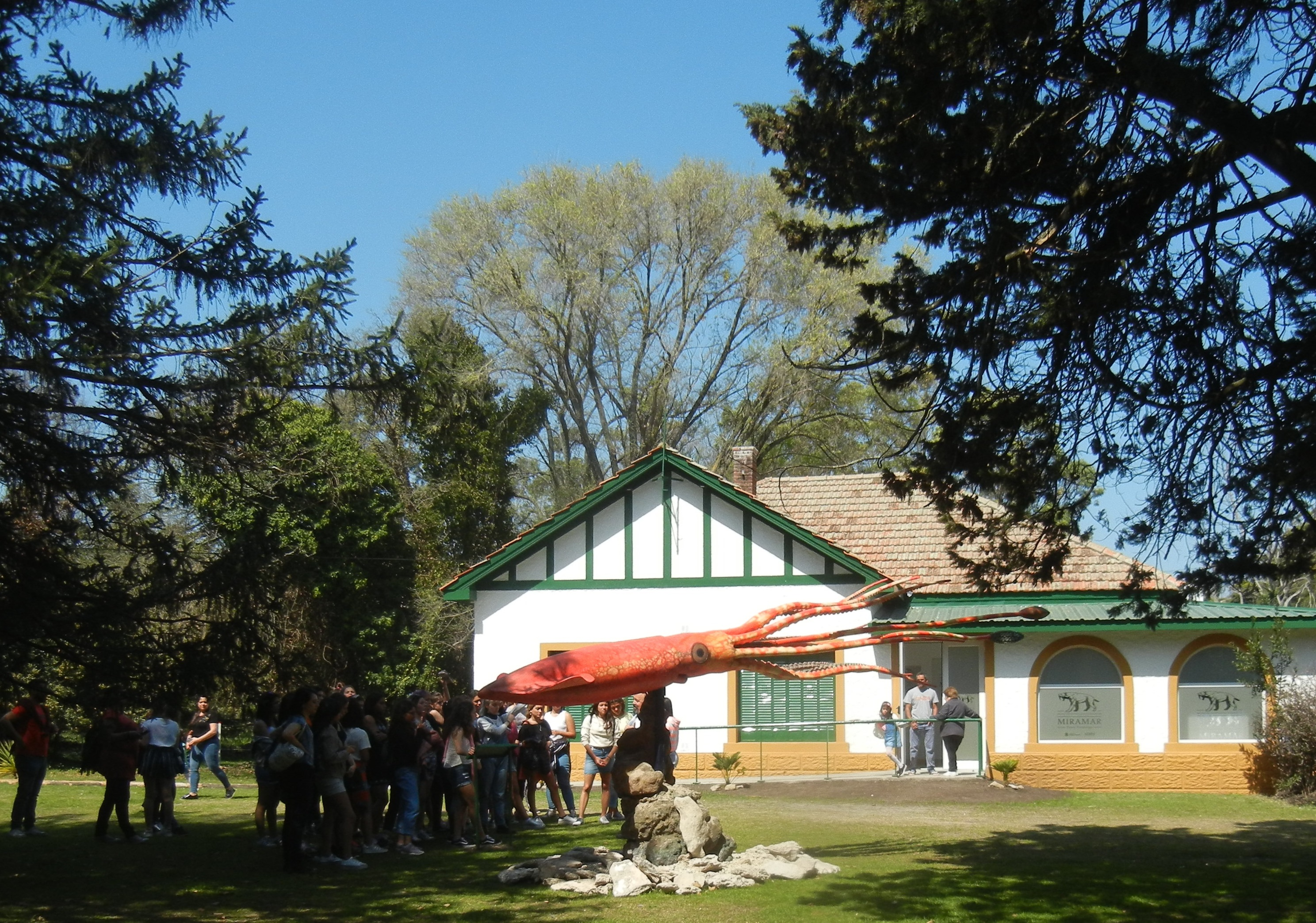
Museo de Ciencias Naturales de Miramar Punta Hermengo

El hallazgo realizado por el investigador miramarense, Mariano Magnussen, a pocos metros del muelle de pescadores de Miramar y antes del ingreso al bosque del vivero Dunicola Florentino Ameghino, generó el interés de funcionarios públicos y comunidad en general, lo que permitió la proyección de un nuevo museo, solo dedicado a las ciencias naturales. Hasta ese momento solo existía en la localidad el Museo Municipal, que alberga colecciones y muestras de ciencias naturales e Historia local.
A partir de la repercusión del hallazgo, la Municipalidad de General Alvarado, junto a la Fundación Azara e Historia Natural, firman un convenio para crear así, la primera institución científica para Miramar.
Este hallazgo, permitió que el museo local tomará nuevamente contacto con las instituciones e investigadores más importantes del país y generar equipos de investigación, y despertó el interés de la comunidad educativa nuevamente por la institución y por la ciencia.
Finalmente, el 20 de septiembre de 2019, a cuatro años después del hallazgo, se logró la fundación del Museo de Ciencias Naturales «Punta Hermengo» de Miramar, a partir de colecciones anteriores y por el hallazgo de las huellas. Por ello, el emblema del museo es un tigre dientes de sable, y en el parque de ingreso de la institución, se encuentra la recreación a tamaño natural del posible productor de Felipeda miramarensis junto a la reproducción de una rastrillada de huellas.